# Christian Hutter
Christian Hutter (* 16. Juli 1983) ist ein ehemaliger österreichischer Fußballspieler und jetziger -trainer.

## Karriere

### Als Spieler
Hutter begann seine Karriere beim SC Globasnitz. Zur Saison 1993/94 wechselte er in die Jugend des SK Austria Klagenfurt, der sich 1997 in FC Kärnten umbenannte. Später spielte auch für die Amateure der Kärntner. Im September 2002 stand er gegen den SK Sturm Graz erstmals im Profikader des FC Kärnten.
Im Jänner 2003 wurde er auf Kooperationsbasis an den Zweitligisten BSV Bad Bleiberg verliehen. Sein Debüt in der zweiten Liga gab er im März 2003, als er am 23. Spieltag der Saison 2002/03 gegen die Kapfenberger SV in der 63. Minute für Fatih Ceylan eingewechselt wurde. Im April 2003 erzielte er bei einem 2:2-Remis gegen den DSV Leoben sein erstes Zweitligator. Für Bad Bleiberg kam er insgesamt zu neun Zweitligaeinsätzen. Zur Saison 2003/04 wurde der Verein vom FC Kärnten übernommen und firmierte nun als BSV Juniors Villach. Für den neuen Klub spielte er bis zur Winterpause der Saison 2003/04 zehn Mal in der zweithöchsten Spielklasse. Im Jänner 2004 kehrte er zu den Kärntner Amateuren zurück.
Zur Saison 2005/06 schloss Hutter sich dem Regionalligisten SVG Bleiburg an, mit dem er am Saisonende in die Landesliga abstieg. Daraufhin wechselte er zur Saison 2006/07 zum Regionalligisten SAK Klagenfurt. Für den SAK kam er in zweieinhalb Spielzeiten zu 50 Einsätzen in der Regionalliga und erzielte dabei fünf Tore. Im Jänner 2009 wechselte er zum viertklassigen SK Treibach. Für Treibach spielte er in eineinhalb Jahren 26 Mal in der Landesliga.
Zur Saison 2010/11 schloss er sich dem Ligakonkurrenten SV Griffen an. Nach zehn Einsätzen für Griffen wechselte er in der Winterpause zum fünftklassigen ASKÖ Köttmannsdorf. Mit Köttmannsdorf stieg er 2012 in die Landesliga auf. In sechseinhalb Jahren beim Verein kam er zu 122 Einsätzen, in denen er 15 Tore erzielte. Zur Saison 2017/18 kehrte er nach Globasnitz zurück, wo er einst seine Karriere begonnen hatte. Für Globasnitz spielte er zehn Mal in der fünftklassigen Unterliga, ehe er im Jänner 2018 wieder nach Köttmannsdorf wechselte. In Köttmannsdorf war er neben seiner Tätigkeit als Spieler auch Sportlicher Leiter und Co-Trainer.

### Als Trainer
Im Oktober 2019 fungierte Hutter interimistisch als Cheftrainer der Köttmannsdorfer und auch im Herbst 2022 war er übergangsweise Cheftrainer. Im Frühling 2023 wechselte er zum SK Treibach und übernahm den Co-Trainer-Posten.